# Metallactulus dublonensis
Metallactulus dublonensis is een keversoort uit de familie vliegende herten (Lucanidae). De wetenschappelijke naam van de soort is voor het eerst geldig gepubliceerd in 1939 door Arrow.